# 熊寅
熊寅（？—1602年），號念塘，出生于江西新建，湖广承天府景陵縣籍，明朝政治人物。

## 生平
萬曆元年（1573年）癸酉科湖廣鄉試舉人。萬曆二十年（1592年），登壬辰科第三甲第四十三名進士。户部觀政，陳情養母。二十五年丁憂。萬曆二十八年，授婺源縣知縣，三十年卒。

## 家族
曾祖熊杰；祖父熊炳；父熊睦。